# 餘慶寺
餘慶寺（よけいじ）は、岡山県瀬戸内市邑久町北島にある寺。宗派は天台宗。山号は上寺山（うえてらさん）。地元では山号の上寺山や上寺と呼ばれることが多い。本尊は千手観世音菩薩で秘仏。33年に1度開帳される（直近では2012年〈平成24年〉11月開帳）。中国三十三観音霊場第二番札所、山陽花の寺二十四か寺第十六番、百八観音霊場第三番。

## 沿革
寺の縁起によれば、天平勝宝元年（749年）に報恩大師により開かれたという。当初は日待山日輪寺と称され、報恩大師建立の備前四十八ヶ寺の一つとして栄えたという。報恩大師（? - 795年）は、備前国津高郡波河（岡山市芳賀）の出身とされる半ば伝説的な僧で、岡山県下の古寺の多くが報恩の開基伝承をもつ。
一時、衰退したが平安時代になり円仁（慈覚大師）が再興し本覚寺と改められたという。その後、近衛天皇の勅願所となるが、治承・寿永の乱で焼けた。
室町時代には寺号を「餘慶寺」と改め、浦上則宗の信仰を得、戦国時代には宇喜多氏の保護、江戸時代には岡山藩主池田氏の庇護の元で栄えた。
かつては7院13坊の塔頭を数えたが、今日でも恵亮院、本乗院、吉祥院、定光院、明王院、圓乗院の6僧院がある。豊原北島神社が隣接しており平安時代に発展した神仏習合の形態を今に留めている。
現在、年末年始には境内がライトアップされる。

## 文化財

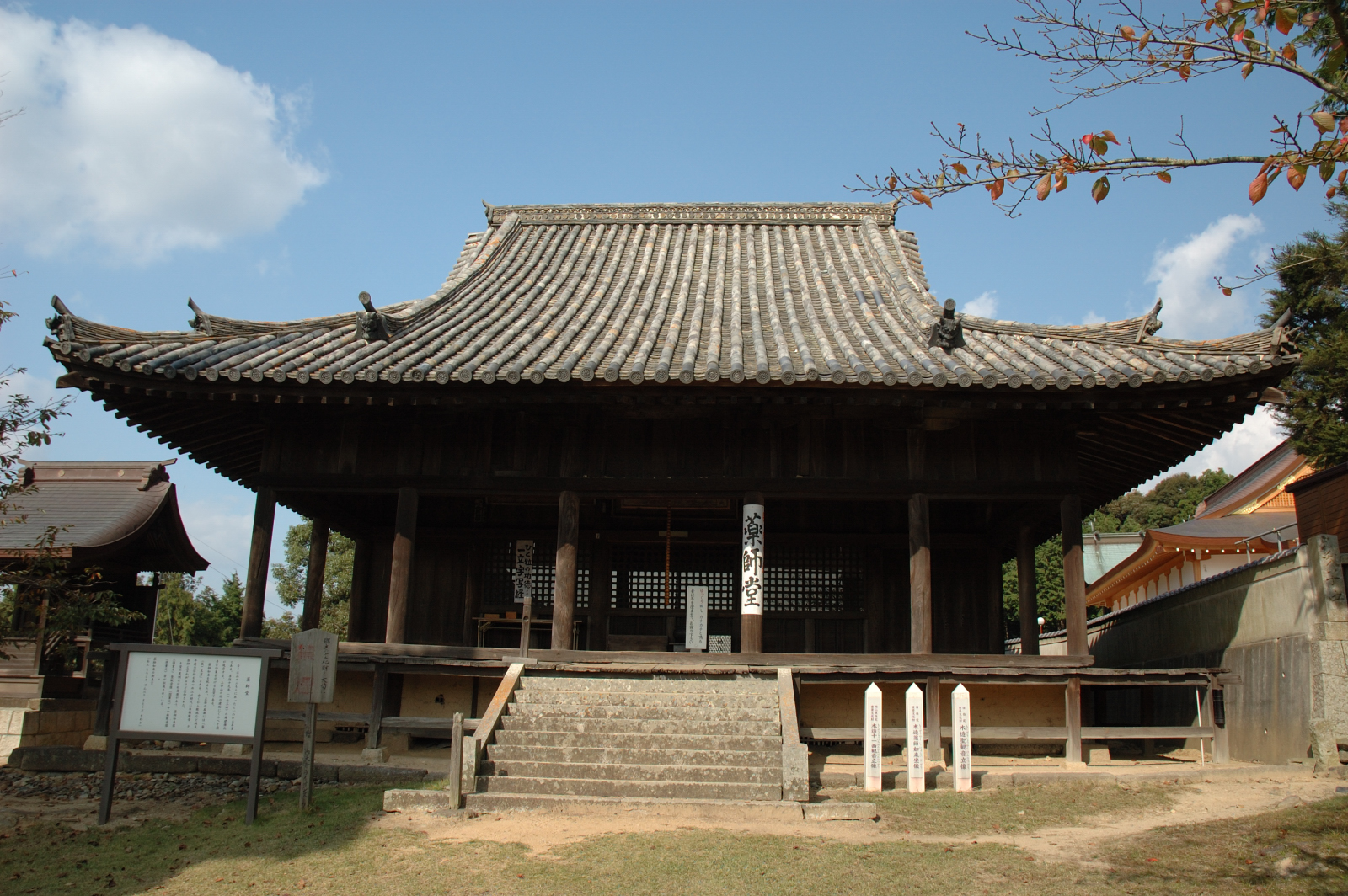
本堂

瀬戸内市「瀬戸内市の文化財」と餘慶寺「寺宝について」による

### 国指定重要文化財
- 本堂 - 入母屋造、本瓦葺き。永禄13年（1570年）建立。正徳4年（1714年）再建[2]。1979年5月21日指定。
- 木造薬師如来坐像（薬師堂）

平安時代。坐像で像高182cmの大作であるが、頭体の主要部を一材から彫出する一木造である。全体に太造りで、頭部が大きく、額が狭く、膝が厚い点などに平安初期彫刻の作風がうかがわれるが、制作は10世紀前半頃と推定されている。中国地方の仏像中、屈指の優作である。1901年8月2日指定。
- 木造聖観世音菩薩立像（薬師堂） - 平安時代（10世紀前半）頃。1917年8月13日指定。

### 岡山県指定重要文化財
- 三重塔 附 棟札4枚 - 文化12年（1815年）建立。2002年3月12日指定。
- 梵鐘 - 元は元亀2年（1571年）に豊後国のキリスト教会に寄進されたもので、天正15年（1587年）、宇喜多秀家が当寺に寄進[3]。1959年3月27日指定。
- 木造十一面観世音菩薩立像（薬師堂） - 平安時代後期（12世紀）。欅一本造。1979年3月27日指定。

### 瀬戸内市指定重要文化財
- 鐘楼 附 棟札1枚 - 嘉永3年（1850年）再建。安土桃山時代末期から江戸時代初期の作風。2004年11月1日指定。
- 毘沙門天立像（恵亮院） - 平安時代後期（12世紀）。2004年11月1日指定。
- 薬師堂 - 享保19年（1734年）再建。中世の様式。2016年3月16日指定。

## 御詠歌
けんやくに みをつつしみて おごりなく たゞよきことをすれば よけいじ

## 前後の札所
中国三十三観音霊場
1 西大寺 -- 2 餘慶寺 -- 3 正楽寺
山陽花の寺二十四か寺
15 遍明院 -- 16 餘慶寺 -- 17 円通寺

## アクセス
- JR赤穂線大富駅下車　徒歩20分
- 東備バス「上寺入口」下車　徒歩15分
- 岡山ブルーライン西大寺ICより東へ約5分
- 岡山ブルーライン瀬戸内ICより西へ約5分
- 岡山県道224号瀬西大寺線
- 岡山県道69号西大寺備前線